# Hrabstwo Catawba
Hrabstwo Catawba (ang. Catawba County) – hrabstwo w stanie Karolina Północna w Stanach Zjednoczonych.

## Geografia
Według spisu z 2000 roku obszar całkowity hrabstwa obejmuje powierzchnię 414 mil2 (1072 km²), z czego 400 mil2 (1036 km²) stanowią lądy, a 14 mil2 (36 km²) stanowią wody. Według szacunków United States Census Bureau w roku 2012 miało 154 339 mieszkańców. Jego siedzibą administracyjną jest Newton.

### Miasta
- Brookford
- Catawba
- Claremont
- Conover
- Maiden
- Newton

### CDP
- Lake Norman of Catawba
- Mountain View
- St. Stephens